# Vườn quốc gia Op Luang
Vườn quốc gia Op Luang (tiếng Thái: อุทยานแห่งชาติออบหลวง) là một vườn quốc gia ở tỉnh Chiang Mai, Thái Lan. Đây là nơi có một thắng cảnh hẻm núi sông, những thác nước, và các hang động.

## Địa lý
Vườn quốc gia Op Luang cách Chiang Mai khoảng 105 km (70 dặm) về phía nam ở Chom Thong, Mae Chaem và huyện Hot. Diện tích của vườn là 553 km vuông (210 dặm vuông). Nó tiếp giáp với Vườn Quốc gia Doi Inthanon. Tương tự vườn Doi Inthanon, Op Luang ở trong Dãy Thanon Thong Chai.

## Lịch sử
Những bức tranh thời tiền sử và các đồ tạo tác khác đã được tìm thấy ở Vườn quốc gia Op Luang. Khu vực Doi Pha Chang có một bức tranh vách đá của một con voi. Gần Hẻm núi Op Luang có nhiều bức tranh đá, cũng như đồ trang sức cổ và các công cụ. 
Xác định niên đại bằng cacbon đã chỉ ra những di tích này khoảng 28.000 năm tuổi.
Vườn là một vườn rừng từ 1966 đến 1991. Năm 1991, Op Luang trở thành Vườn quốc gia thứ 68 của Thái Lan.

## Sức hút
Điểm thu hút chính của vườn là Hẻm núi Op Luang, được tạo khắc ra bởi sông Mae Chaem. Hẻm núi dốc đứng và dài khoảng 300 mét (1.000 ft).
Những thác nước bao gồm Mae Bua Kham, cao khoảng 50 mét (160 ft); Mae Chon, rộng khoảng 80 mét (260 ft) và Mae Tia quanh năm cao khoảng 80 mét (260 ft). Thep Thanom là một suối nước nóng ở phía tây của vườn.
Tham Tong là một hang đá hoa cương và đá vôi dẫn đến đường hầm dài. Hang Tham Tu Pu có điểm đặc trưng măng đá và thạch nhũ.

## Hệ thực vật và Hệ động vật
Vườn có điểm đặc trưng các kiểu rừng gồm cả hỗn giao cây rụng lá, cây rụng lá họ Dầu và Cây thường xanh. Các loài cây thân gỗ gồm có takian, Dầu rái, Căm xe, teak, Giáng hương, Hồng xuân và Bằng lăng nước cũng như nhiều loại Phân họ Tre, palms và ngành Dương xỉ.
Các loài động vật bao gồm Hổ, Nai, Gấu ngựa, Cầy hương, Tê tê, Macaca, Siamese hare, Sơn dương đại lục, langur, Họ Cầy lỏn, tree monitor, northern treeshrew, Con hoẵng và Lợn rừng.
Sự sống loài chim bao gồm cả Loriculus vernalis, scarlet minivet, white-rumped shama, Cu gáy, Chi Bìm bịp, hill myna, Gà lôi hông tía, Gà rừng lông đỏ, Ưng xám, falconet, Họ Chào mào, Họ Gõ kiến, Gà lôi và partridge.